# Phytomyza thalictri
Phytomyza thalictri is een vliegensoort uit de familie van de mineervliegen (Agromyzidae). De wetenschappelijke naam van de soort is voor het eerst geldig gepubliceerd in 1912 door Escher-Kundig in de Rougemont.